# Gabriel Kehr
Gabriel Enrique Kehr Sabra (Villarrica, 3 de septiembre de 1996) es un atleta chileno especializado en el lanzamiento del martillo. Ganó la medalla de oro en el Campeonato Sudamericano de 2019 con un nuevo récord de campeonato de 75,27 metros, y en los Juegos Suramericanos de 2022 superó su récord obteniendo medalla de oro con un lanzamiento de 76,06 metros.
Su mejor marca personal es 77,54 metros.

## Palmarés
| Año  | Campeonato                                  | Lugar                    | Resultado | Evento          | Marca   |
| ---- | ------------------------------------------- | ------------------------ | --------- | --------------- | ------- |
| 2012 | Campeonato Sudamericano de Atletismo Sub-18 | Mendoza, Argentina       | 3º        | Martillo (5 kg) | 66,49 m |
| 2013 | Campeonato Mundial Juvenil de Atletismo     | Donetsk, Ucrania         | 8º        | Martillo (5 kg) | 71,68 m |
| 2014 | Campeonato Mundial Juvenil de Atletismo     | Eugene, Estados Unidos   | 11º       | Martillo (6 kg) | 69,84 m |
| 2014 | Campeonato Sudamericano de Atletismo Sub-18 | Montevideo, Uruguay      | 3º        | Martillo        | 63,38 m |
| 2015 | Buenos Aires GP Sudamericano                | Buenos Aires, Argentina  | 7º        | Martillo        | 61,34 m |
| 2015 | Campeonato Sudamericano de Atletismo Sub-20 | Cuenca, Ecuador          | 3º        | Martillo (6 kg) | 77,54 m |
| 2015 | Campeonato Panamericano de Atletismo Sub-20 | Edmonton, Canadá         | 2º        | Martillo (6 kg) | 74,42 m |
| 2016 | Torneo Justo Ernesto Roman                  | Mar del Plata, Argentina | 3º        | Martillo        | 59,51 m |
| 2016 | Santiago de Chile GP Orlando Guaita         | Santiago, Chile          | 2º        | Martillo        | 67,09 m |
| 2016 | Campeonato Iberoamericano de Atletismo      | Río de Janeiro, Brasil   | 6º        | Martillo        | 66,90 m |
| 2016 | Campeonato Sudamericano de Atletismo Sub-23 | Lima, Perú               | 3º        | Martillo        | 69,80 m |
| 2018 | Concepción GP Antonio Silio                 | Concepción, Argentina    | 2º        | Martillo        | 69,64 m |
| 2018 | Concepción Grand Prix Hugo Mario La Nasa    | Concepción, Argentina    | 2º        | Martillo        | 69,36 m |
| 2018 | Santiago de Chile GP Orlando Guaita         | Santiago, Chile          | 3º        | Martillo        | 68,82 m |
| 2018 | Juegos Suramericanos                        | Santiago, Bolivia        | 4º        | Martillo        | 72,06 m |
| 2018 | São Paulo Panamericano Universitario        | São Paulo, Brasil        | 2º        | Martillo        | 69,94 m |
| 2018 | Campeonato Iberoamericano de Atletismo      | Trujillo, Perú           | 5º        | Martillo        | 71,54 m |
| 2018 | Campeonato Sudamericano de Atletismo Sub-23 | Cuenca, Ecuador          | 3º        | Martillo        | 74,31 m |
| 2019 | GPS Noemí Simonetto                         | Concepción, Argentina    | 2º        | Martillo        | 72,95 m |
| 2019 | GPS Hugo La Nasa                            | Concepción, Argentina    | 1º        | Martillo        | 75,46 m |
| 2019 | GPS Orlando Guaita                          | Santiago, Chile          | 1º        | Martillo        | 72,44 m |
| 2019 | Campeonato Sudamericano de Atletismo        | Lima, Perú               | 1º        | Martillo        | 75,27 m |
| 2019 | Kladno hází a Kladenské memoriály           | Kladno, República Checa  | 5º        | Martillo        | 69,88 m |
| 2019 | Juegos Panamericanos                        | Lima, Perú               | 1º        | Martillo        | 74,98 m |
| 2021 | Campeonato Sudamericano de Atletismo        | Guayaquil, Ecuador       | 2º        | Martillo        | 75,18 m |
| 2021 | Juegos Olímpicos                            | Tokio, Japón             | 13°       | Martillo        | 75,60 m |
| 2022 | Campeonato Iberoamericano de Atletismo      | La Nucía, España         | 2º        | Martillo        | 74,61 m |
| 2022 | Juegos Suramericanos                        | Asunción, Paraguay       | 1º        | Martillo        | 76,06 m |
| 2023 | Campeonato Mundial de Atletismo             | Budapest, Hungría        | 9°        | Martillo        | 75,99 m |

## Controversias
En un hecho que marcó su vida personal, en la madrugada del 2 de octubre de 2016, Kehr se vio involucrado en una riña afuera de la discoteque temuquense Costa 21, propinándole un golpe de puños a José Luis Garrido, de 31 años, quien tras el golpe cayó, azotándose la cabeza en el pavimento. El mismo día, a las 17:30, Garrido falleció producto del severo traumatismo generado por el golpe. Tras años de investigación, en 2019 Kehr fue absuelto de la acusación de homicidio, siendo condenado por el delito de lesiones graves.